# No te engañes, corazón
No te engañes, corazón es una película de comedia y drama mexicana de 1937 dirigida por Miguel Contreras Torres y protagonizada por Carlos Orellana. Es conocida por ser la primera película que filmó Cantinflas después de convertirse en una estrella del circuito de las carpas mexicanas. Su participación es secundaria y no aparece como el personaje que lo hiciera famoso, aunque ya se distingue en su forma de hablar, pero no por su vestimenta, que es todavía formal y no la que luego adoptaría (especialmente en Ama a tu prójimo, para 1958).

## Argumento
Don Boni (Carlos Orellana) es un contador honesto que es reprendido constantemente por su severa esposa doña Petro (Sara García) y que se ve obligado a ocultar un fraude de su jefe. Viéndolo enfermo, le obligan a tomarse vacaciones y recurre a un médico que le diagnostica un problema del corazón mortal, con lo cual decide disfrutar de la vida invitando a un amigo a beber y olvidarse de los problemas, por lo que desaparece varios días, sin saber que se había descubierto la situación en su trabajo y por lo tanto lo convierte en el principal sospechoso. Estando en un restaurante, ayuda a un joven al que solo se menciona en una ocasión en la película como «Canti» (Cantinflas), al que quieren echar porque no tiene dinero para pagar la cuenta y que se pelea con otro cliente del lugar. Al final, don Boni es informado de que no posee ningún problema del corazón, y que el médico que lo diagnosticó fue enviado a prisión por fraude.

## Reparto
- Carlos Orellana como Don Bonifacio «Boni» Bonafé.
- Sara García como Doña Petronila «Petro» (como Sarah Garcia).
- Natalia Ortiz como Consuelito.
- Eusebio Pirrín como Amigo de Canti (como Don Catarino).
- Eduardo Vivas como Don Gregorio «Goyo» Vidal.
- Mario Moreno "Cantinflas" como Canti.
- Carmen Molina como Carmencita.
- Joaquín Coss como Señor Rebolledo.
- Carlos Villatoro como Alfredo.
- Manuel Buendía como Señor Palomares.
- Gerardo del Castillo como Amigo de Goyo (como G. del Castillo).
- Matilde Corell como Señora estudiante (no acreditada).
- Paco Martínez como Señor Monforte, casero (no acreditado).
- Ismael Rodríguez como Empleado de oficina (no acreditado).
- Fanny Schiller como Refugio (no acreditada).
- Shilinsky como Cliente en restaurante (no acreditado).
- Juan Villegas como Mesero (no acreditado).